# 7e cérémonie des Hong Kong Film Awards
La 7e cérémonie des Hong Kong Film Awards a eu lieu le 10 avril 1988.

## Meilleur film
- An Autumn's Tale de Mabel Cheung
  - Buddha's Lock de Yim Ho
  - City on Fire de Ringo Lam
  - Final Victory de Patrick Tam
  - The Romance of Book and Sword de Ann Hui
  - Histoire de fantômes chinois de Ching Siu-tung

## Meilleur réalisateur
- Ringo Lam pour City on Fire
  - Ringo Lam pour Prison on Fire
  - Ching Siu-tung pour Histoire de fantômes chinois
  - Mabel Cheung pour An Autumn's Tale
  - Patrick Tam pour Final Victory
  - Ann Hui pour The Romance of Book and Sword

## Meilleur scénario
- Alex Law pour An Autumn's Tale

## Meilleur acteur
- Chow Yun-fat pour City on Fire
  - Chow Yun-fat pour An Autumn's Tale
  - Chow Yun-fat pour Prison on Fire
  - Leslie Cheung pour Le Syndicat du crime 2
  - Danny Lee pour City on Fire
  - Eric Tsang pour Final Victory
  - Shichang Da pour The Romance of Book and Sword

## Meilleure actrice
- Josephine Siao pour The Wrong Couples
  - Carol Cheng pour Wonder Women
  - Cherie Chung pour An Autumn's Tale
  - Loletta Lee pour Final Victory
  - Margaret Lee pour Final Victory
  - Joey Wong pour Histoire de fantômes chinois

## Meilleure photographie
- James Hayman et David Chung pour An Autumn's Tale

## Meilleure chorégraphie d'action
- Jackie Chan Stunt Team pour Le Marin des mers de Chine 2